# روجر بيرس
روجر بيرس (24 مايو 1952 في نيوزيلندا - ) (بالإنجليزية: Roger Pierce)‏ هو لاعب كريكت نيوزلندي. لعب مع Central Districts cricket team ‏.

## وصلات خارجية
- روجر بيرس على موقع إي آس بي آن كريك إنفو (الإنجليزية)